# Prospect, Kentucky
Prospect är en stad i Jefferson County, och Oldham County, i Kentucky. Vid 2020 års folkräkning hade Prospect 4 592 invånare.